# Хахичу
Хахичу (чечен. Хьавхичу) — покинутый аул в Итум-Калинском районе Чеченской Республики.

## География
Расположен на левом берегу реки Хахичу, к юго-западу от районного центра Итум-Кали.
Ближайшие развалины бывших аулов: на севере — бывший аул Басхой, на северо-востоке — бывшие аулы Шундили и Пэрой на северо-западе — бывшие аулы Цекалой и Баст-Хайхи, на юго-востоке — бывший аул Сакенхой, на востоке — бывший аул Корхой, на юго-западе — бывший аул Тоги.